# كارل سميث (رياضي)
كارل سميث (بالإنجليزية: Carl "Buster" Smith)‏ (و. 1921 – 1992 م) هو رياضي أمريكي، ولد في شيكاغو، بدأ مشواره المهني سنة 1938، توفي في شيكاغو، عن عمر يناهز 71 عاماً.